# Viva la Vida
Viva la Vida je песма групе Coldplay са албума Viva la Vida or Death and All His Friends. Издата је као сингл 13. јуна 2008. године. Достигла је 1. место на UK Singles Chart и Billboard Hot 100 и тако постала прва песма групе на врху топ-листа у САД и УК.
Песма се због стила, који подсећа на класичну музику са коришћењем жичаних инструмената и клавира, користи на спортским догађајима, телевизијским шпицама и другим јавним дешавањима.

## Позадина
Назив Viva la Vida је преузет од назива слике Фриде Кало. Израз Viva la Vida би се могао превести као „живео живот”.

## Музички спот
Званични спот приказује чланове групе који наступају на мутној, искривљеној верзији слике Ежена Делакрое Слобода води народ, а завршава се тако што се чланови бенда распадају у латице ружа.

## Списак песама
| №  | Назив                   | Трајање |  |
| 1. | Viva la Vida (New edit) | 4:04    |  |

| №  | Назив                    | Трајање |  |
| 1. | Viva la Vida             | 4:01    |  |
| 2. | Death Will Never Conquer | 1:18    |  |

| №  | Назив                        | Трајање |  |
| 1. | Viva la Vida (Radio edit)    | 3:45    |  |
| 2. | Viva la Vida (Album version) | 4:01    |  |